# Pia Olsen Dyhr
Pia Olsen Dyhr (ur. 30 listopada 1971 w Vallensbæk) – duńska polityk, parlamentarzystka, w latach 2011–2014 minister, przewodnicząca Socjalistycznej Partii Ludowej.

## Życiorys
Studiowała nauki polityczne na Uniwersytecie Kopenhaskim. W latach 1996–1998 przewodniczyła organizacji młodzieżowej Socjalistycznej Partii Ludowej. Pracowała w towarzystwie zajmującym się ochroną przyrody, a w latach 2006–2007 w organizacji pozarządowej CARE. Od listopada do grudnia 2006 przez kilkanaście dni zasiadała w duńskim parlamencie jako czasowy zastępca poselski. W wyborach w 2007 po raz pierwszy została wybrana na deputowaną do Folketingetu na pełną kadencję. W 2011, 2015, 2019 i 2022 z powodzeniem ubiegała się o reelekcję.
Od października 2011 do sierpnia 2013 sprawowała urząd ministra transportu w gabinecie Helle Thorning-Schmidt. Następnie objęła stanowisko ministra handlu i inwestycji, odchodząc z rządu w lutym 2014, gdy jej ugrupowanie opuściło koalicję. W tym samym miesiącu Pia Olsen Dyhr została przewodniczącą Socjalistycznej Partii Ludowej, zastępując Annette Vilhelmsen.